# Dreptul la sănătate
Dreptul la sănătate este dreptul universal la un nivel minim de sănătate. Acesta necesită să fie universal, pentru ca toată lumea să aibă acces la el.